# Gar Samuelson
Gar Samuelson (Dunkirk, 18 febbraio 1958 – Orange City, 14 luglio 1999) è stato un batterista statunitense, il primo batterista ufficiale del gruppo thrash metal Megadeth.

## Biografia
Nacque a Dunkirk, New York, il 18 febbraio 1958. Negli anni settanta suonò prevalentemente jazz in varie band di New York. Sul finire del decennio, conobbe il chitarrista Chris Poland, con cui fondò il gruppo jazz "The New Yorkers".
Nel 1984, sia Samuelson che Poland vennero contattati da Dave Mustaine, chitarrista cacciato dai Metallica, che formò i Megadeth. Entrambi accettarono e presero il posto del batterista Lee Rausch e del chitarrista Kerry King, dando così inizio alla carriera della band.
Incise soltanto i primi due dischi dei Megadeth (Killing Is My Business... And Business Is Good! e Peace Sells... But Who's Buying?), a causa del suo abuso di eroina che indusse Mustaine a cacciare sia lui che Poland per lo stesso motivo.
Dopo il licenziamento, si ritirò a Orange City, dove aprì uno studio di registrazione. Nella metà degli anni '90, fondò un gruppo fusion/metal chiamato "Fatal Opera", dove militò anche il fratello Stew alla chitarra, pubblicando l'album omonimo nel 1995 e Eleventh Hour nel 1997.
La carriera musicale di Samuelson si interruppe, inevitabilmente, a causa di una insufficienza epatica che lo uccise il 14 luglio del 1999, a 41 anni. Viene ricordato da molti come un bravo e versatile batterista in grado di passare, con facilità, da un genere all'altro.

## Equipaggiamento
- Batteria DW drums
- Piatti Zildjian
- Membrane Remo
- Bacchette Vater

## Discografia

### Megadeth
- 1985 - Killing Is My Business... And Business Is Good!
- 1986 - Peace Sells... But Who's Buying?

### Fatal Opera
- 1995 - Fatal Opera
- 1997 - Eleventh Hour